# Jonny Österman
Jonny Österman, född 18 januari 1952, är en svensk civilingenjör i datateknik och teknisk fysik.
Österman har tillsammans med Carl Nordling författat Physics Handbook, vilken mellan 1980 och 2020 utkommit i nio upplagor, och som är standardlitteratur vid fysikstudier på svenska universitet och högskolor. Boken har uppmärksammats internationellt och 2009 översattes den till ryska.
Österman har tidigare drivit ett eget IT-företag och arbetade sedan fram till sin pension som gymnasielärare i matematik och fysik.